# Manuel Calisto
Manuel Calisto Sánchez (1968-21 de junio de 2011, Quito, Ecuador) fue un actor, guionista, productor y director de cine ecuatoriano.

## Biografía
Desde niño, Calisto tuvo aptitudes artísticas, como un actor natural pintor, novelista, escritor y creativo. Creaba historias para radionovelas con su grabadora de mano, donde hacía de varios personajes a la vez como Faustino, Priscila y Guillermo, a esto se suma su talento para pintar y bocetar sus escenas de producciones audiovisuales en su adolescencia, siendo las primeras que realizó en sus años de colegio cuando cambió la grabadora de mano por una cámara de video. Entre sus amigos más ceranos era conocido como Manuco.
En 1995 protagonizó el cortometraje El gran retorno, dirigido por Viviana Cordero, donde interpretó a Carlitos, un migrante que regresa a Ecuador luego de su exilio a los Estados Unidos por necesidad, esto definió su decisión por realizar cine. El cortometraje fue exivido en el Festival Demetrio Aguilera Malta y debido a su éxito, se extendió a una serie televisiva de 22 capítulos transmitida por la señal de Teleamazonas. También condujo el programa Cinefilia, donde realizó entrevistas a personajes de la producción y cultura audiovisual del país.
Protagonizó la película Cuando me toque a mí, del director Víctor Arregui, por la que obtuvo el Premio de Interpretación Masculina del Festival de Biarritz de Cines y Culturas de América Latina en 2006 y como Mejor Actor Ecuatoriano en los Premios Colibrí de 2010, el cual se llevó a cabo por el Consejo Nacional de Cinematografía (CNCINE) y el Ministerio de Cultura. En la cinta, Calisto interpreta a un médico legista de nombre Arturo Fernández y actuó junto a Juan Martín Cueva, quien interpretó el papel de su hermano gay, llamado Jorge Fernández.
Interpretó al secretario de García Moreno, en una adaptación de la obra de Edgar Allan Poe, La verdad sobre el caso del Señor Valdemar, producción a cargo de Carlos Andrés Vera. También fue parte de los cortometrajes Croñañones, Pasajeros, 6:03 y Plan B.
Actuó en pequeñas obras teatrales como Pequeños crímenes conyugales y El método Grönholm, junto a Cristina Rodas y Pepe Vacas.
En mayo de 2011, rodó su ópera prima, la película A estas alturas de la vida, la cual coprodujo, codirigió y coprotagonizó junto a su amigo Álex Cisneros, en donde también participó la actriz Sonia Valdez. Debido a su muerte, no pudo estar presente en el proceso de posproducción de la película que estaba pensada estrenarse en julio, lo que le tomó más tiempo y con dificultad a su amigo Cisnero, quien estrenó la película en 2014.

### Muerte
La tarde del martes 21 de junio de 2011, alrededor de las 14h00 a 15h00, un sujeto ingresa a su casa ubicada en la calle Sancho de Carrera y av. Antonio Granda Centeno, al norte de Quito, mientras Manuel se encontraba con su padre y sobrina. Se plantió que el sujeto habría entrado a su casa con intenciones de robar, pero Calisto, al sentir la presencia del delincuente, lo intercepta e intenta retenerlo para llamar a las autoridades, pero en medio del forcejeo recibió un disparo en la cabeza, que impactó por el ojo derecho y acto seguido, el ladrón huyó del lugar. Su padre al verlo herido en el piso llamó a una ambulancia, la cual lo trasladó al área de emergencias del hospital Metropolitano, donde ingresó a las 15h20 y presentó un trauma cerebral grave con dos orificios en la región craneal, debido al impacto de bala y falleció a las 19h45, a la edad de 43 años. Un agente de la Brigada de Homicidios fue asignado al seguimiento del caso luego que fuese avisado por la entidad hospitalaria.

#### Homenajes
En agosto de 2011, mientras su amigo Víctor Arregui filmaba la escena 136 de la película El facilitador, la última que faltaba de las 146 escenas de la cinta, el equipo de producción llevaban una camiseta que en la espalda se leía como un homenaje al actor fallecido: "A Manuel Calisto".
En homenaje al artista, el 14 de octubre de 2011, se lanzó en formato DVD en la sala de InCine, el largometraje de Cuando me toque a mí, el cual también se proyectó.
El 21 de junio de 2013, tras cumplirse dos años de la muerte de Calisto, la Cinemateca Nacional de la Casa de la Cultura Ecuatoriana (CCE), presentó un día de cine dedicado a Manuel Calisto, donde se proyectó su trabajo cinematográfico entre largometraje y cortometrajes, en la Sala Alfredo Pareja Diezcanseco.
En marzo de 2018, el cine Ocho y Medio, rindió homenaje a la trayectora y aporte artístico de Manuel Calisto, donde proyectó las películas en las que trabajó, los cortometrajes y varios programas de Cinefilia que él condujo.

## Filmografía

### Cine
- El gran retorno
- Cuando me toque a mí
- La verdad sobre el caso del Señor Valdemar
- Croñañones
- Pasajeros, 6:03
- Plan B
- A estas alturas de la vida

### Televisión
- El gran retorno
- Cinefilia

### Teatro
- Pequeños crímenes conyugales
- El método Grönholm